# Slag aan de Boyne
De Slag aan de Boyne vond plaats op 11 juli 1690 (1 juli OS) bij het Ierse Drogheda aan de rivier de Boyne. Tegenover elkaar stonden de legers van de koning-stadhouder Willem III van Oranje-Nassau en zijn schoonvader, de verdreven koning Jacobus II van Engeland. De overwinning van Willem III maakte een einde aan de aspiraties van Jacobus om zijn troon te heroveren.
In de slag stonden Franse troepen die Jacobus II had gekregen van zijn neef en Ierse troepen die loyaal waren gebleven aan Jacobus II tegenover Engelsen en Schotten die de kant van Willem III hadden gekozen. Naast Engelsen bestond het leger van Willem III uit de Blauwe Garde, troepen van Duitse bondgenoten, hugenoten en Duitse en Deense huurlingen. Frederik van Schomberg, legeraanvoerder onder Willem III, sneuvelde in de veldslag. De latere legeraanvoerder Godard van Reede-Ginkel was bij de slag aanwezig als leider van een cavalerie-eenheid. 

## Herdenking
De zege van Willem wordt in Noord-Ierland jaarlijks herdacht op 12 juli. Die dag vormt het hoogtepunt van het zogenaamde 'marsseizoen' waarmee de leden van de  Oranjeorde de overwinning vieren van de protestantse King Billy op de katholieke Jacobus. De protestantse herren en aanhangers van hun paramilitaire organisaties trekken daarbij op sommige plaatsen ook uitdagend door katholieke buurten met uitgesproken republikeins karakter, met ernstige ongeregeldheden tot gevolg.